# Krumbach und Kirchschlag

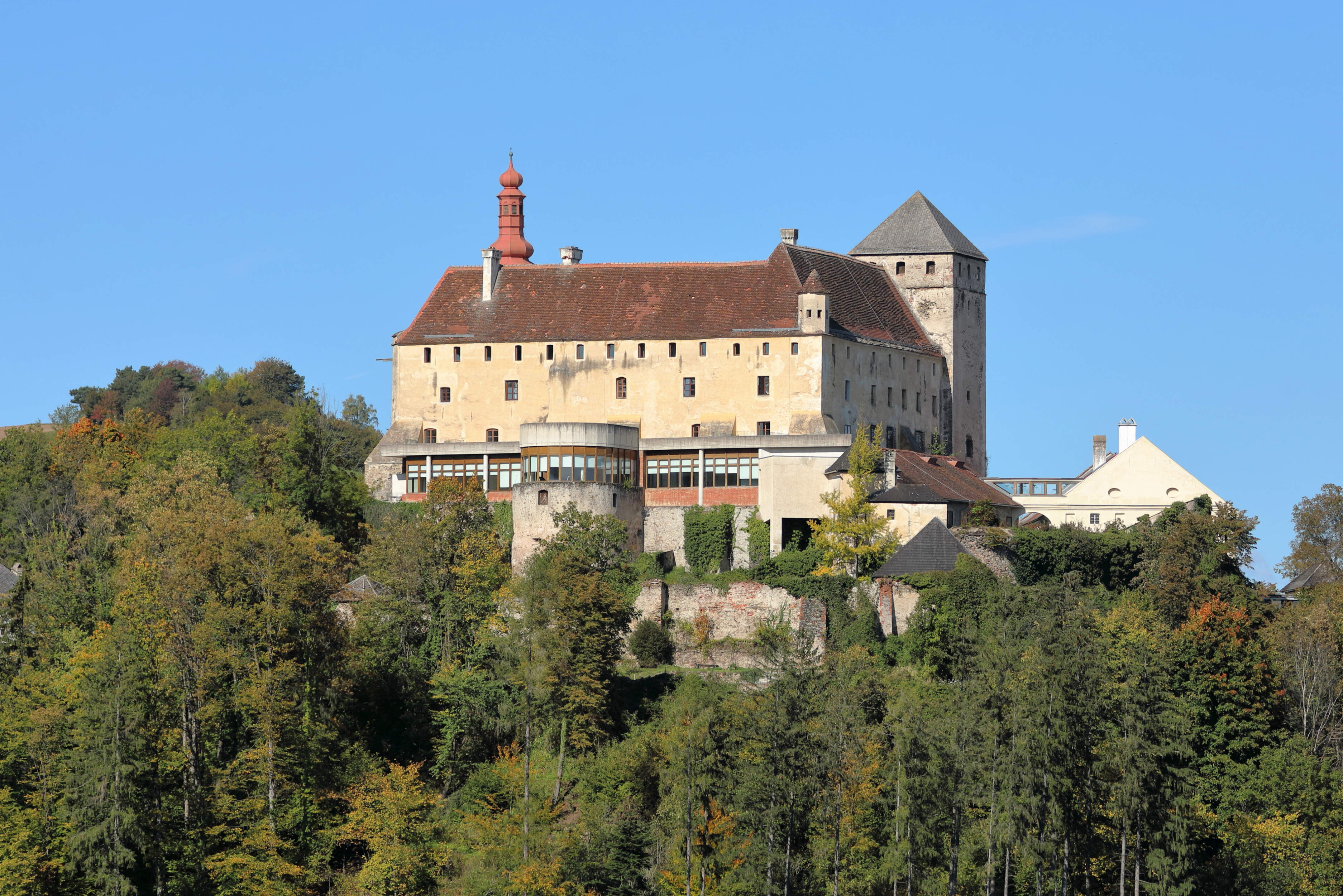
Schloss Krumbach, Sitz der Verwaltung (2020)

Die Herrschaft Krumbach und Kirchschlag war eine Grundherrschaft im Viertel unter dem Wienerwald im Erzherzogtum Österreich unter der Enns, dem heutigen Niederösterreich.

## Ausdehnung
Die aus zwei Herrschaften bestehende Grundherrschaft mit dem Gut Saubersdorf umfasste zuletzt die Ortsobrigkeit über Markt Krumbach und Amt Krumbach, Markt Edlitz, Amt Schönau und Amt Hochneukirchen sowie Markt Kirchschlag, Amt Aigen, Amt Stang, Amt Lembach, Markt Wiesmath und Amt Wiesmath, Amt Lichtenegg und Amt Schlatten. Der Sitz der Verwaltung befand sich im Schloss Krumbach.

## Geschichte
Letzter Inhaber der Herrschaft war Anton Karl (bzw. Antal Karoly) Fürst Pálffy von Erdőd (1793–1879), der die Herrschaft nach den Reformen 1848/1849 auflöste.